# Бакај (Ајова)
Бакај (енгл. Buckeye) град је у америчкој савезној држави Ајова. По попису становништва из 2010. у њему је живело 108 становника.

## Демографија
Према попису становништва из 2010. у граду је живело 108 становника, што је -2 (-1.8%) становника више него 2000. године.
| Група             | 2000.        | 2010.        |
| Белци             | 110 (100.0%) | 108 (100.0%) |
| Афроамериканци    | 0 (0,0%)     | 0 (0,0%)     |
| Азијати           | 0 (0,0%)     | 0 (0,0%)     |
| Хиспаноамериканци | 0 (0,0%)     | 0 (0,0%)     |
| Укупно            | 110          | 108          |